# Иман (модель)
Има́н Моха́мед Абдулмаджи́д (англ. Iman Mohamed Abdulmajid, сомал. Iimaan Maxamed Cabdulmajiid, араб. إيمان محمد عبد المجيد‎; 25 июля 1955, Могадишо, Сомали) — сомалийская и американская топ-модель, вдова Дэвида Боуи.

## Биография
Родилась в городе Могадишо, Сомали, дочь Мэрион и Мухамеда Абдулмаджид, бывшего посла Сомали в Саудовской Аравии. Как и её родители, Иман мусульманка. У неё два брата — Элиас и Фейсал, а также сестра Надя, сомалийская фотомодель.
В 1975 г. окончила Benadir Secondary School в Могадишо (СДР), где преподавали советские учителя, о чем она писала на ранних версиях своего сайта.
Иман окончила среднюю школу в Египте и позже жила в Кении, где по-прежнему живут её родители. Владеет пятью языками — арабским, английским, французским, итальянским и сомалийским, изучала политологию в Университете Найроби.

## Карьера
В 1975 году Иман была приглашена в качестве фотомодели американским фотографом Питером Бэрдом (Peter Beard) и переехала в США. Её первая публикация в качестве фотомодели была в журнале Vogue в 1976 году.
Ив Сен-Лоран сказал однажды: «Женщина моей мечты — это Иман». Она вспоминает свой опыт работы в качестве модели дома моды Ив Сен-Лоран для коллекции одежды «Африканская Королева» как самый незабываемый момент своей карьеры в модельном бизнесе.
Как актриса Иман снялась в 1991 году в фильме «Звёздный путь 6: Неоткрытая страна», в котором сыграла роль пришельца-оборотня по имени Мартия, а также в оскароносном фильме «Из Африки» в котором также снимались Роберт Редфорд и Мерил Стрип. Также Иман снялась в клипе Майкла Джексона «Remember the Time», в котором сыграла супругу древнеегипетского фараона, роль которого исполнил актер Эдди Мерфи.
В качестве приглашенной звезды появлялась в эпизоде популярного шоу телеканала Bravo — «Project Runway», а также в эпизоде пятого сезона реалити-шоу «America’s Next Top Model» в качестве одного из еженедельных преподавателей. Вела шоу «Project Runway Canada» на телевизионном канале Slice.
В мае 2007 года Иман открыла именную марку IMAN Global Chic в Home Shopping Network (HSN) — сети домашних покупок. Она является генеральным директором IMAN Cosmetics, Skincare & Fragrances — фирмы по производству косметики.
Иман участница программы «Сохраним детям жизнь» (Keep a Child Alive), которая доставляет лекарства детям больным ВИЧ/СПИДом и семьям в Африке и в других развивающихся странах.

## Личная жизнь
В 1977 году Иман вышла замуж за американского баскетболиста Спенсера Хейвуда. В 1978 году она родила от Хейвуда дочь Зулейху. В феврале 1987 Иман и Хейвуд развелись.
24 апреля 1992 Иман вышла замуж за Дэвида Боуи — икону британской музыки. 15 августа 2000 года у них родилась дочь Александрия «Лекси» Джонс. Иман также стала мачехой для сына Дэвида Боуи от первого брака, Данкана Джонса. Оба ребенка носят настоящую фамилию Дэвида Боуи — Джонс. В настоящее время Иман со своей семьей в основном живёт в Нью-Йорке и в Лондоне.

## Фильмография
| Год  |    | Русское название                   | Оригинальное название                  | Роль                |
| ---- | -- | ---------------------------------- | -------------------------------------- | ------------------- |
| 1979 | ф  | Человеческий фактор                | The Human Factor                       | Сара                |
| 1983 | ф  | На виду                            | Exposed                                | модель              |
| 1985 | с  | Полиция Майами                     | Miami Vice                             | Дакота              |
| 1985 | с  | Шоу Косби                          | The Cosby Show                         | миссис Монтгомери   |
| 1985 | ф  | Из Африки                          | Out of Africa                          | Maриаммо            |
| 1987 | ф  | Нет выхода                         | No Way Out                             | Нина Бика           |
| 1987 | ф  | Сдавайтесь                         | Surrender                              | Хеди                |
| 1988 | с  | Полиция Майами                     | Miami Vice                             | Луис Блайт          |
| 1988 | с  | Полуночная жара                    | In the Heat of the Night               | Мари Бабино         |
| 1990 | с  | 227                                | 227                                    | Эрта Киттен         |
| 1991 | ф  | Лос-анджелесская история           | L.A. Story                             | Синтия              |
| 1991 | тф | Ложь близнецов                     | Lies of the Twins                      | Кэт / Эли           |
| 1991 | ф  | Домашняя вечеринка 2               | House Party 2                          | Шейла Ландро        |
| 1991 | ф  | История с ограблением              | The Linguini Incident                  | гостья Дали         |
| 1991 | ф  | Звёздный путь 6: Неоткрытая страна | Star Trek VI: The Undiscovered Country | Мартия              |
| 1993 | тф | Сердце тьмы                        | Heart of Darkness                      | невеста из джунглей |
| 1994 | ф  | Райское наслаждение                | Exit to Eden                           | Нина Блэкстоун      |
| 1997 | ф  | Гастроном                          | The Deli                               | Леди Авокадо        |